# Tallib
Tallib właściwie Tomasz Słota (ur. 1986 w Lublinie) – polski wokalista i autor tekstów, wykonawca muzyki z pogranicza reggae i dancehallu. Syn Jerzego Słoty - wokalisty zespołu VOX. Poza solową działalnością artystyczną jest także członkiem kolektywu Fanatycy Flow.

## Dyskografia
Albumy
| Prosto z serca              | - Data: 17 kwietnia 2012 - Wytwórnia: My Music | 40 |
| Twoje miejsce, twój czas    | - Data: 21 sierpnia 2015 - Wydawca: Sony Music | —  |
| "—" album nie był notowany. |                                                |    |

Notowane utwory
| "Moi ludzie" (gościnnie: Mesajah) | 2015 | 30 | Twoje miejsce, twój czas |
| "—" utwór nie był notowany.       |      |    |                          |

Inne
| Album                                       | Rok  | Utwór                                                                                          | Źródło |
| ------------------------------------------- | ---- | ---------------------------------------------------------------------------------------------- | ------ |
| CeKaGie Crew - Dziki Wschood                | 2007 | "Szybki oddech" (gościnnie: Tallib)                                                            | [ 6 ]  |
| Guadalajara Mixtape Vol. 1 (kompilacja)     | 2009 | TaLLib, Junior Stress - "Grupa braci" Starszy, Rynio, TaLLib - "Policja celuje Ci w plecy"     | [ 7 ]  |
| Starszy - Zaraz zwariują                    | 2010 | "Czytam w myślach" (gościnnie: Tallib, Toziom)                                                 | [ 8 ]  |
| Marian Wielkopolski - High Quality          | 2010 | "I Will Light U Up" (gościnnie: Robako, Tallib, Ares Adami, KaCeZet)                           | [ 9 ]  |
| CZST - Moment rozliczenia                   | 2011 | "Chcę oddychać" (gościnnie: Łabędź, TaLLib) "Robię to bez problemu" (gościnnie: TaLLib, KaSZa) | [ 10 ] |
| Prosto Mixtape Kebs (kompilacja)            | 2012 | Zarys Zdarzeń, Junior Stress, Tallib - "Nie poddawaj się"                                      | [ 11 ] |
| Mesajah - Brudna prawda                     | 2013 | "Sensi" (gościnnie: Tallib)                                                                    | [ 12 ] |
| Diset - High Definition 2: victoria i pokój | 2013 | "Profesjonalny marzyciel" (gościnnie: Tallib)                                                  | [ 13 ] |
| WhiteHouse - Kodex 5 Elements               | 2014 | "Niepisany kodeks" (gościnnie: Mesajah, Sztoss, Tallib)                                        | [ 14 ] |

## Teledyski
| Tytuł                                                                | Rok  | Reżyseria/Realizacja | Album            | Źródło |
| -------------------------------------------------------------------- | ---- | -------------------- | ---------------- | ------ |
| "Moja lady"                                                          | 2011 | Sensi&, Fametone     | Prosto z serca   | [ 15 ] |
| "Prosto z serca"                                                     | 2012 | Fametone             | Prosto z serca   | [ 16 ] |
| Gościnnie                                                            |      |                      |                  |        |
| WhiteHouse - "Niepisany kodeks" (gościnnie: Mesajah, Sztoss, Tallib) | 2014 | Dirt Video           | Kodex 5 Elements | [ 17 ] |